# Deltatheridium
Deltatheridium es uno de los primeros géneros de mamíferos metaterios. Vivía en lo que hoy es Mongolia durante finales del Cretácico. Es un metaterio basal, clasificado cerca del comienzo del linaje que conduce a los marsupiales, como los canguros, el koala y las zarigüeyas.
Tenía una longitud de 15 cm. Aparte de cazar insectos, su alimentación también se componía de lagartijas, huevos y carroña, usando principalmente sus dientes caninos afilados.

## Cultura Popular
Hace una breve aparición en el documental de Discovery Channel "Dinosaur Planet".